# A-003
A-003 è stata una missione della NASA del programma Apollo, la quarta di test per il sistema di aborto del lancio.